# Envoy (WordPerfect)
情報処理において、Envoy はプロプライエタリな文書交換用ファイルフォーマットで、Acrobat Proに対抗してWordPerfect社が推進したもの。1993年に Tumbleweed Communications Corporation社 が開発し、1994年に WordPerfect Office と一緒に出荷された。
Envoyファイルは WordPerfectに付属する特別なプリンタードライバーで作成することができる。 出力物は別途ビューアーアプリEnvoy Distributable Viewerで見ることができ、Webブラウザのプラグインとして使うことも出来た。 
Adobe PDF とは異なり、ファイル形式はドキュメントが公開されていない。
Envoyは PDF に対して先行することが全く出来ず、今ではほぼ活用されていない。一部ユーザーの報告によると、Envoy の文書ファイルはEnvoy Distributable Viewer を使ってPostScriptファイルに出力し、 PDFに変換することができるという。 なおPostScriptのまま GhostScript で閲覧することも可能である。